# Tracee Chimo
Tracee Chimo é uma atriz norte-americana, conhecida pela participação na série Orange Is the New Black.<ref>«Orange Is the New Black's Tracee Chimo Stars In Off-Broadway Revival Bad Jews». 10 de outubro de 2013</ref